# Diego Muñoz de Saldaña

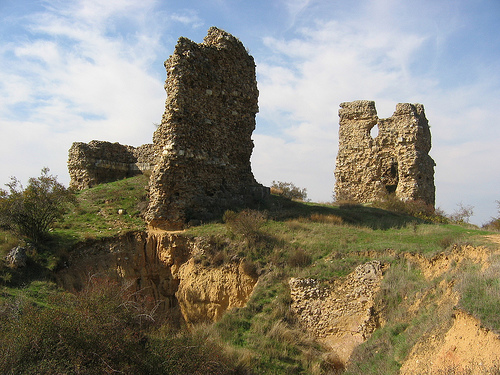
Ruinas del Castillo de Saldaña.

Diego Muñoz, en latín Didacus Munnioz (fallecido c. 951), magnate de origen palentino y miembro de la familia Banu Gómez, fue el primer conde de Saldaña. 
Era uno de los personajes más importantes del Reino de León en la primera mitad del siglo X. Logró consolidar el poder familiar gracias a una inteligente política matrimonial, y de alejamiento y obediencia con el monarca Ramiro II, logrando sentar las bases de poder de su familia, los Banu Gómez, que según el historiador árabe Ibn Jaldún: «reinaban en el país que se extiende entre Zamora a Castilla.»
Se puede decir que Diego Muñoz logró casi las mismas metas que el poderoso conde de Castilla, Fernán González.

## Orígenes familiares

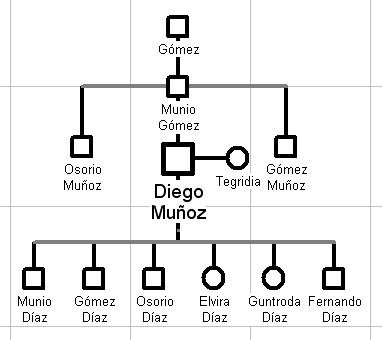
Árbol genealógico de Diego Muñoz de Saldaña.

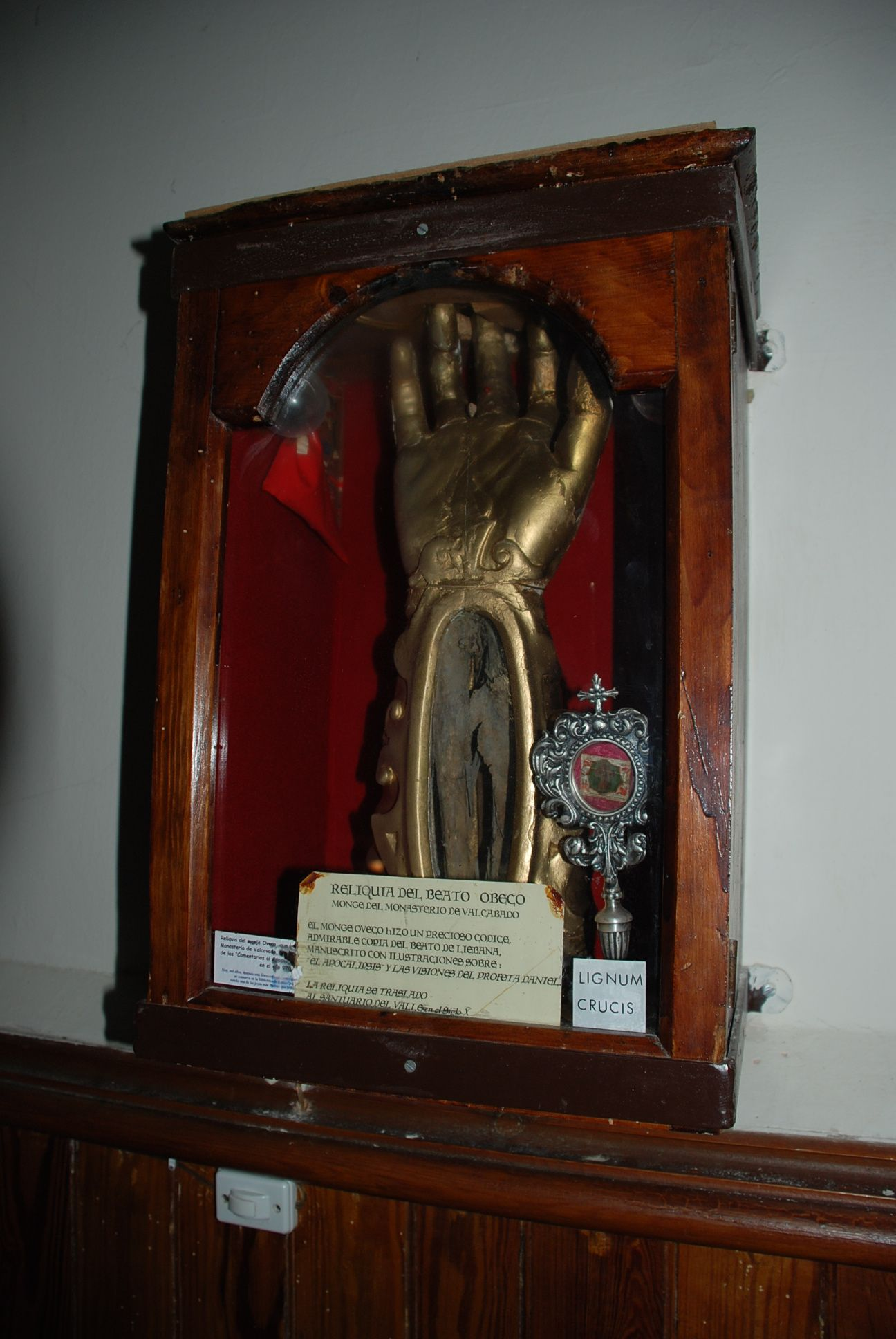
Reliquia del Beato de Valcavado. Monje del cenobio situado en Saldaña en época de los condes Banu-Gómez.

Existen dos teorías sobre los orígenes familiares de Diego Muñoz. La primera de estas teorías iniciada por el historiador benedictino fray Justo Pérez de Urbel y seguida por numerosos autores como Justiniano Rodríguez Fernández o Julio González González, establece como zona de origen de la familia de Diego Muñoz el territorio de Liébana. Sus padres según esta teoría serían Munio Díaz y Gulatruda, quienes aparecen en la documentación de San Martín de Liébana (luego Santo Toribio) desde el año 914. En un diploma de tiempos de Alfonso IV, aparece Gulatruda ya viuda comprando a su familiar Silo Froilaz, varias tierras de Liébana y Asturias de Santillana (929), y en el documento aparecen como testigos sus hijos entre ellos el Diego Muñoz lebaniego. Este Diego Muñoz no puede ser el mismo que el de Saldaña ya que el lebaniego solo tenía hermanas; Vistrilli, Bauduilli, Tedegonzia y Retefreda, y el de Saldaña tenía dos hermanos conocidos, Osorio Muñoz y Gómez Muñoz. Además el último diploma del Diego Muñoz lebaniego data del año 964 cuando el de Saldaña ya estaba muerto. 
La influencia de este Diego Muñoz lebaniego se circunscribe al ámbito comarcal, siendo un magnate de la zona ligado al monasterio de Santo Toribio que nunca aparece en la documentación del monasterio con la dignidad condal. Todo lo contrario al Diego Muñoz de Saldaña, que fue un conde con cierta relevancia en el reino leonés. Hay que señalar que los descendientes de Diego Muñoz de Saldaña, tanto su hijo Gómez Díaz como el resto de los sucesivos cabecillas de los Beni Gómez fueron condes de Liébana, y eso ha inducido a creer que el Diego Muñoz saldañés y el lebaniego son la misma persona. La cuestión es que en tiempos de los dos Diegos siempre existió un conde en Liébana, como por ejemplo el conde Alfonso o Fernando Rodríguez, no apareciendo en la documentación Gómez Díaz como conde de la Liébana hasta 977: comite Gomizi Didaz in Libana. 
La segunda teoría comúnmente aceptada en la actualidad, establece como padre de Diego a un Munio Gómez heredado en San Pedro de Cansoles en la montaña Palentina, relativamente cerca del monasterio y castillo de San Román (Santibáñez de la Peña), uno de los centros de poder de Diego Muñoz y sus descendientes. 
Este "Monnio Gomez" aparece en dos documentos del monasterio de Sahagún del año 915 (siendo uno de ellos una copia con algunas variantes). Años más tarde Diego Muñoz vendería a Sahagún parte de sus posesiones en las cercanías de Cansoles que antes habían pertenecido a su padre Munio Gómez. A favor de esta teoría está el patronímico de Munio, Gómez, ya que se sabe que Diego Muñoz era miembro de la familia Banu Gómez o Beni Gómez (hijos de Gómez). Según Justo Pérez de Urbel los moros los llamaban Banu Gómez por el hermano y el hijo de Diego Muñoz, Gómez Muñoz y Gómez Díaz, pero la primera mención de los Banu Gómez data del año 932, Ibn Hayyan informa de como los condes Banu Gómez y Ansúrez se rebelan contra Ramiro II en apoyo de su hermano Alfonso. Esta destacada actuación de los Banu Gómez revela la existencia de un linaje consolidado proveniente de un antepasado de cierta relevancia cuyo nombre sería Gómez. Relevancia que también tuvo que tener Munio Gómez, ya que sus hijos pertenecían al círculo palatino, tanto Diego Muñoz como sus hermanos Gómez Muñoz y Osorio Muñoz, alcanzaron la dignidad condal, además Osorio fue uno de los más destacados colaboradores del monarca, figurando en los documentos reales entre los principales nobles del reino.
De ser Munio Gómez el padre de Diego Muñoz de Saldaña y no Munio Díaz, podría ser que Diego Muñoz no fuera el primogénito, porque en la época en ocasiones se tenía la costumbre de dar el nombre del abuelo paterno al primogénito y al segundogénito el del abuelo materno. El hermano de Diego, Gómez Muñoz, tomaría su nombre de su abuelo Gómez, por lo que podría ser el hijo primogénito y no Diego Muñoz.

### La teoría de Abolmondar

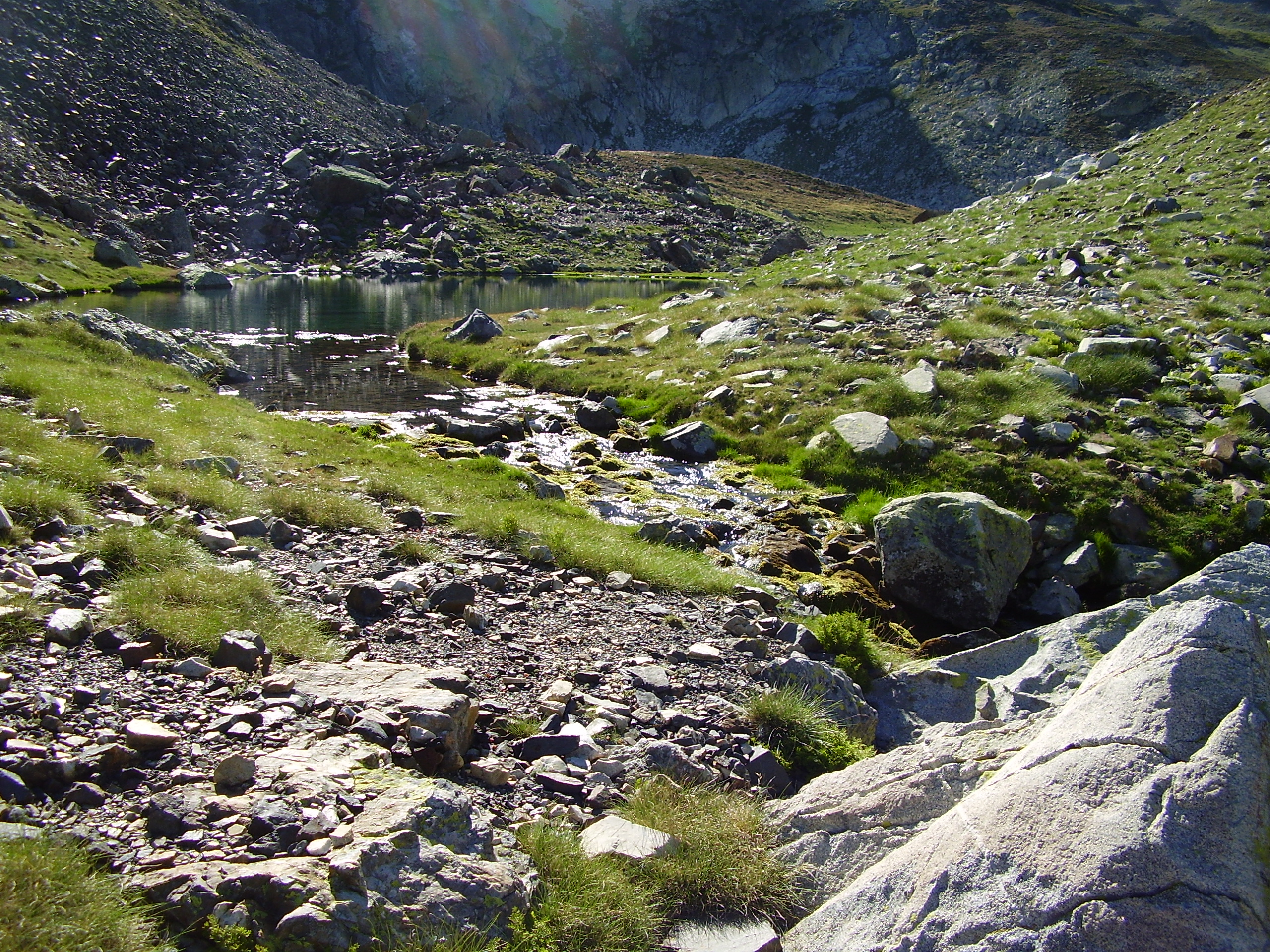
Montaña Palentina, nacimiento del río Carrión, columna vertebral de los dominios de Diego Muñoz y su familia.

La medievalista leonesa Margarita Cecilia Torres Sevilla-Quiñones de León en su obra Linajes nobiliarios de León y Castilla: Siglos IX-XIII lanza una teoría que identifica a dos de los condes del llamado episodio de Tebulare, Abolmondar Albo y su hijo Diego, con Munio Gómez y Diego Muñoz respectivamente. 
Tras la derrota en la Batalla de Valdejunquera (920) contra las tropas del califa Abderramán III, el rey Ordoño II de León apresó junto al río Carrión (zona de actuación de los Beni Gómez) a los condes castellanos por no haber acudido al combate, y encadenados se los llevó a León. Estos condes castellanos serían cuatro: Nuño Fernández, Fernando Ansúrez, Abolmondar Albo y su hijo Diego. Para Justo Pérez de Urbel ese Albolmondar sería un tal Rodrigo Díaz supuesto hijo de Diego Rodríguez Porcelos. Margarita Torres por el contrario identifica a ese Albolmondar Albo con Munio Gómez y a su hijo con Diego Muñoz, hipótesis que es aceptada por autores como Gonzalo Martínez Díez.
Abolmondar es un nombre romanceado de Abu al-Mundhir, es decir, de la kunya de Al-Mundhir. Según la teoría de Margarita Torres, Abolmondar sería un sobrenombre debido a una estancia prolongada en Al-Ándalus, siendo habitual el uso de sobrenombres entre la nobleza proveniente de allí. En 865 tuvo lugar una campaña cordobesa contra tierras castellanas, la llamada Batalla de la Morcuera, donde fueron destruidas las fortalezas de algunos señores entre ellos Gómez, señor de Mesaneka. Según Margarita Torres, de esta campaña los musulmanes regresarían con numerosos cautivos, entre ellos Munio Gómez y Diego Muñoz, que debido a su estirpe estarían bajo la protección del emir, y que por ello es por lo que fueron conocidos como los Banu Gómez, en recuerdo de Gómez, señor de Mesaneka. Todo esto ayudaría a comprender la estrecha relación existente entre los Banu Gómez y Córdoba, donde se llegaron a recibir embajadas de paz del hijo de Diego Muñoz, y ya en tiempos del nieto de Diego Muñoz, García Gómez, García sería aliado de Almanzor.
Por último, el paleógrafo José Manuel Ruiz Asencio cataloga varios códices de origen mozárabe como pertenecientes del monasterio de San Román de Entrepeñas, y precisa que probablemente pudieron ser adquiridos por Diego Muñoz, que los pudo traer de Córdoba para la institución monástica que él mismo había fundado en San Román. La posesión de esos códices provenientes de Al-Ándalus en tiempos de Diego Muñoz, corroboraría la teoría de Margarita Torres.

## Su vida

### Inicios, primera rebelión contra Ramiro II
La primera aparición de Diego Muñoz debemos situarla en el año 932, en la rebelión de los Banu Gómez y Ansúrez contra Ramiro II de León, aunque Ibn Hayyan no cite expresamente a Diego Muñoz, los Banu Gómez estarían encabezados por el mismo Diego. Así nos cuenta los hechos Ibn Hayyan: 

Con anterioridad había tenido an-Nasir carta suya, explicándole cuanto había hecho, a uno de cuyos párrafos daba la buena nueva de las desavenencias entre el enemigo, al que Dios confunda, y de la agitación producida por la rebelión de los condes Banu Gómez y Ansúrez contra su rey, el tirano Ramiro, hijo de Ordoño, en apoyo de su hermano Alfonso, con cuyo motivo habían atacado el llano de la capital leonesa, matando a cuantos súbditos suyos hallaron y pillando cuantos depósitos suyos alcanzaron. El bárbaro Ramiro había sacado contra ellos a su amigo y comandante de sus fuerzas, el conde Flayn, con un gran ejército, con el que se enfrentó a los condes, quienes le infligieron tremenda derrota, matándole 300 hombres, entre ellos su hermano medianos y su yerno, más algunos hombres de Ramiro. Ello produjo gran pesar y distanciamiento, continuando la lucha y los ataques, con lo que la gente del llano se recogió en ciudades y fortalezas y muchos no pudieron recoger las cosechas.

Esta acción que nos relata Ibn Hayyan pone de manifiesto el poder de la familia de Diego Muñoz, pues aliados a los Ansúrez dirigidos seguramente por Fernando Ansúrez, saquearon el llano leonés matando a trescientos hombres entre los que se tuvieron que contar algunos hombres que había dejado Ramiro, que probablemente estaba ausente en Asturias sofocando la rebelión de los hijos de Fruela II. Esta revuelta que tuvo como objetivo volver a sentar en el trono a Alfonso IV no dio sus frutos, ya que ese mismo año Ramiro cegó a su hermano Alfonso y capturó a los tres hijos de Fruela, Alfonso, Ramiro y Ordoño que también corrieron la misma suerte. 
Diego tuvo que volver a la obediencia pronto, pues dos años más tarde en 934 le vemos acudiendo junto con su rey Ramiro a la llamada de auxilio de Fernán González contra las tropas de Abd al-Rahman III que asolaban Castilla, y que acabó con la derrota de los musulmanes en Osma: 

El perro Fernán González se había apoyado en su rey, el tirano Ramiro, hijo de Ordoño, pidiéndole que viniera a defenderle en su auxilio y ayuda, a lo que accedió Ramiro con gran despliegue de infieles, uniéndosele los Banu Gómez y otros cristianos notables...

Su primera aparición documental data del año 936, en ella confirma en lugar destacado junto con su hermano Osorio y los condes Fernán González y Ansur Fernández una donación de Ramiro II a favor del monasterio de San Isidro de Dueñas. Un año después (937) refrenda con su presencia la inauguración de la Iglesia de Santiago de Peñalba en el Bierzo.

### La victoria de Simancas y la restauración del monasterio de San Román
En el año 939 tuvo lugar la Batalla de Simancas, donde se enfrentaron las fuerzas del califa Abderramán III, contra una coalición cristiana liderada por el rey Ramiro II que contó con la ayuda del rey de Pamplona, García Sánchez I. Aunque no aparezca en ninguna crónica la actuación de Diego Muñoz en la contienda y ni se haga mención a los Banu Gómez, su presencia en un acontecimiento de tal envergadura es prácticamente segura. En los Anales Castellanos Primeros al describir la batalla desde la versión castellana nos cuenta cómo con Ramiro II se encontraban sus condes con sus huestes y después solo hace mención a los castellanos Fernán González y Ansur Fernández:

...vinieron los cordobeses a Simancas con su nefandísimo rey Abderramán y todo su ejército y acamparon allí, encontrando en el lugar al rey Ramiro y sus condes, congregados con sus huestes, es decir, Fernán González, Ansur Fernández y gran muchedumbre de combatientes.
Anales Castellanos Primeros

Sin lugar a dudas aunque se omita su participación en la contienda, entre los condes que formaban con Ramiro II se encontraba Diego Muñoz, así como otros personajes del reino, que no podían faltar a este encuentro bélico tan importante.
Un año más tarde de la Batalla de Simancas (940), Diego Muñoz y su mujer Tegridia, restauran, amplían y dotan el monasterio de San Román de Entrepeñas, y lo ofrecen al abad Lecinio, entregando para su sustento el lugar donde está situado el monasterio y sus heredades, limitadas a oriente por Balcarcere y a occidente por el camino que conduce al castillo. Dotándolo con la iglesia de San Quirce en Guardo, la iglesia de Santa María de Arconada y la iglesia de Santiago de Galleta, esta última en territorio de Dueñas. El documento lo confirman varios abades, el obispo de León Oveco, los hijos de Diego Muñoz: Munio, Gómez, Elvira y Osorio, y varios personajes entre ellos el Silo Froilaz hacendado en Liébana. En el Archivo Histórico Nacional se encuentra el documento original escrito en visigótica cursiva de esta donación de Diego Muñoz al monasterio de San Róman, que el profesor José Manuel Ruiz Asencio califica de diploma fundacional.
En el 941 Diego Muñoz vendió al monasterio de Sahagún la tercera parte de sus posesiones en el monte de Picones, cerca de San Pedro de Cansoles. Este documento esclarece un poco más la teoría del origen palentino de Diego, ya que estas posesiones en las cercanías de Cansoles antes habían pertenecido a su padre Munio Gómez.
Después de dos años de tensas negociaciones de paz tras la batalla de Simancas, Ramiro II y Abderramán III acordaron una tregua en el año 941. Como consecuencia se liberó al gobernador de Zaragoza, Muhammad ibn Hashim al-Tuyibi, en manos leonesas desde la batalla de Simancas. En esta tregua también se incluyó al rey de Pamplona, García Sánchez I, a los condes, Fernán González, Ansur Fernández y al propio Diego Muñoz, estos dos últimos son nombrados en la crónica de Ibn Hayyan por su estirpe, Banu Ansur y Banu Gómez: 

Todo concluyó excelentemente, poniéndose fin a la guerra entre las dos comunidades desde Santarén a Huesca, pues Ramiro asoció en el tratado al señor de Pamplona, Sancho hijo de García, a Fernán González, conde de Castilla, a los Banu Gómez y Banu Ansur, y otros importantes condes leoneses.

Este tratado de paz tuvo escasa duración pues antes de un año volvieron los enfrentamientos entre cristianos y musulmanes. El tratado muestra la importancia de Diego en el reino leonés, pues es expresamente asociado al tratado, aunque al igual que Ansur Fernández es designado por su estirpe familiar.

### Segunda rebelión contra Ramiro II

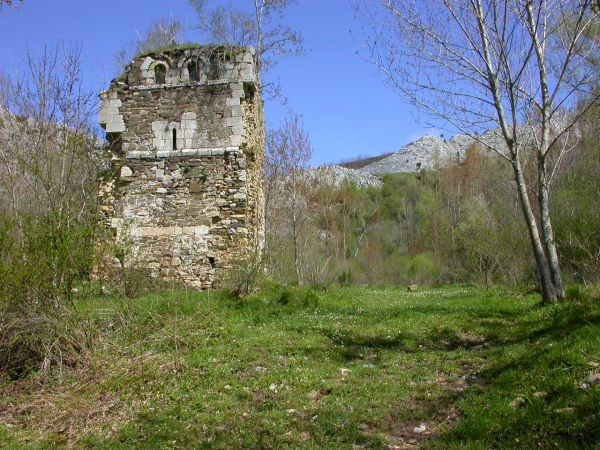
Ruinas del monasterio de San Román de Entrepeñas, en la imagen se puede apreciar el torreón románico, único vestigio de su antiguo esplendor.

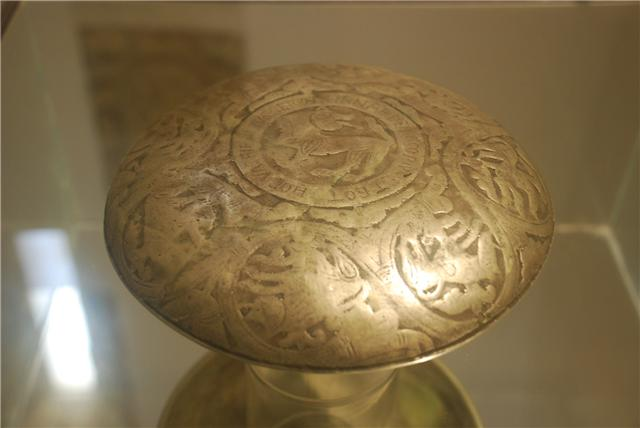
Pátena mozárabe de Valcabado.En ella se lee la siguiente inscripción: + IN NOMINE DOMINI OSORIVS ET GOTO HOC VAS FIERI IVSSERVNT (En el nombre de Dios, Osorio y Goto mandaron hacer este vaso). Se desconoce quienes son estos Osorio y Goto, aunque con toda seguridad Osorio sería un noble perteneciente a la familia condal Banu Gómez, pues el nombre Osorio es un nombre de tradición familiar usado por varias generaciones Banu Gómez, además coincide con la zona de actuación de esta familia condal.

Diego Muñoz va a volverse a rebelar contra Ramiro II, está vez aliado con el entonces conde de Castilla, Fernán González. El motivo de la rebelión no se sabe con certeza, el motivo podría estar en la búsqueda de más autonomía de los condes o en el modo de gobernar de Ramiro II. Para Justo Pérez de Urbel la rebelión servía los propios intereses de Diego de acaparar más tierras en detrimento del condado de Monzón. Este condado de Monzón había sido creado por Ramiro II, quien había puesto al frente de esas tierras al conde Ansur Fernández, hijo de su antiguo aliado en la rebelión del año 932, Fernando Ansúrez. Dicho condado unido al condado de Cea de Bermudo Núñez, tapaba la expansión del condado de Diego Muñoz, por lo que se alió con Fernán González que también había visto frenada sus aspiraciones territoriales hacia la zona ahora gobernada por Ansur Fernández. 
Si bien en la restauración del monasterio de San Román de Entrepeñas del año 940 Diego Muñoz hacia mención expresa de la prosperidad del reino y rogaba a los monjes favorecidos por su donación que no dejarán de rezar, no solamente por su salud, sino también por la seguridad del reino. La documentación real años antes de la rebelión evidencia un cambio en las relaciones entre Diego Muñoz y Ramiro II. Desde el año 940 tanto Diego Muñoz como su aliado Fernán González desaparecen de la documentación cortesana. De los nueve documentos regios habidos entre los años 940 al 943 no aparece nunca el nombre de Diego Muñoz, claro signo de enfriamiento de las relaciones entre Diego y su rey.
Diego fue encarcelado en el año 944 por Ramiro II, y desposeído de su título condal, al igual que Fernán González, así lo narra Sampiro: 

... Fernán González y Diego Muñoz planearon rebelarse contra su señor el rey Ramiro e incluso prepararon la guerra. Pero este rey, como varón fuerte y enérgico que era, los apresó y los encerró en la cárcel cargados de hierros, a uno en León, al otro en Gordón. Pasado mucho tiempo, habiendo dado su juramento al rey, salieron de la prisión.
Crónica de Sampiro

El cautiverio de los dos condes tuvo que tener lugar entre el 1 de febrero del año 944, que es cuando está calendado el último diploma de Fernán González, y el 8 de mayo de ese mismo año, que es cuando aparece en la documentación castellana sustituyendo a Fernán González el hijo de Ramiro II, Sancho el Craso. Diego Muñoz debió ser recluido en el Castillo de Gordón, aunque Sampiro no lo diga expresamente, si seguimos el orden por el que nombra a los condes y su lugar de cautiverio, se supone que Fernán sería encarcelado en León y Diego en Gordón, además viendo la importancia del poderoso Fernán González, lo normal es que fuera encerrado en la capital del reino.
La estancia en prisión de Diego Muñoz fue corta, pues ese mismo año, según Sampiro tras prestar juramento de fidelidad a Ramiro II, salió de la cárcel. En efecto el 11 de noviembre del año 944, Diego Muñoz confirma un documento real a favor del monasterio de Sahagún. El 22 de ese mismo mes de noviembre, aparece un Diego Muñoz confirmando una donación de Ansur Fernández al monasterio de Oña, la historiadora Margarita Torre ve en ese Diego Muñoz al conde de Saldaña, aunque fray Justo Pérez de Urbel identificaba al Diego Muñoz confirmante de este documento con otro Diego Muñoz burgalés firmante de varios documentos entre los años 940 y 950.
La alianza de Diego Muñoz con Fernán González se afianzó con el casamiento de su hijo Gómez Díaz con la hija de Fernán González, Muniadona Fernández, matrimonio que según algunos autores tuvo que realizarse cuando los condes salen de prisión y vuelven a la obediencia real.

### Últimos años

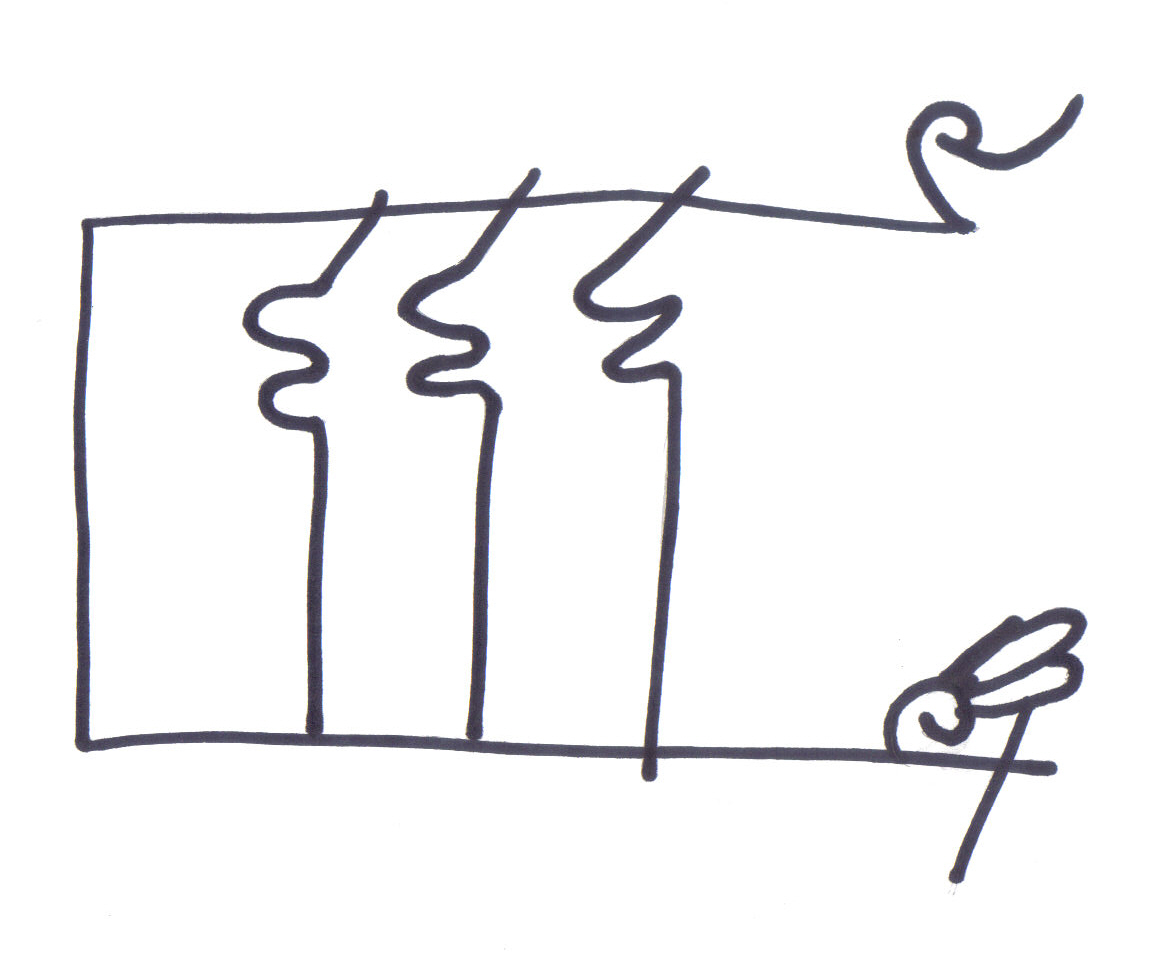
Un signo utilizado por Diego Muñoz en la documentación.

Todas las noticias que se tienen de Diego Muñoz desde la rebelión del año 944 son de tipo documental, ni una sola mención en crónicas cristianas o musulmanas a Diego, o a los Banu Gómez.
En el año 945 el saldañés confirma en lugar destacado una donación real al monasterio de Sahagún. Un año después (946), Diego Muñoz confirma también una donación de Ramiro II al monasterio de Vega, apareciendo en tercer lugar entre los magnates, por detrás de los condes Fernán González y Ansur Fernández. En el año 949 Diego Muñoz firmá en compañía de Fernán González, Ansur Fernández, su hermano Osorio Muñoz y de otros condes del reino y magnates, en una concilio celebrado en León, en presencia de Ramiro II y casi todos los obispos del reino.
Las últimas apariciones documentales de Diego Muñoz provienen del fondo Sahagún. Del año 950 provienen dos donaciones donde confirma Diego, siendo la primera de poca importancia y de dudosa autenticidad. En esta primera confirma una donación de un tal Álvaro Vela al monasterio de Sahagún. 
La segunda aparición documental en el 950, es un donación real de Ramiro II a Sahagún, de un monasterio y diversos bienes localizados en los Condados de Saldaña y Cea. Dada la importancia del acto, el documento es confirmado por cuatro obispos y ocho de los principales condes del reino, entre los que se encontraba Diego Muñoz, que aparece como conde de Saldaña: Didacus Monnioz, comes Saldanie. En el documento ocupa el segundo lugar entre los condes, siendo solo precedido por Fernán González. El documento además indica el territorio gobernado por los tres primeros condes que confirman, Fernán González comes Castelle, Diego Muñoz comes Saldanie y Vermudo Núñez comes in Ceie. 
La última noticia que se tiene de Diego Muñoz data del 15 de mayo del año 951 cuando confirma una donación del nuevo rey Ordoño III al monasterio de Sahagún. Con el hijo de Ramiro II, Ordoño III, Diego Muñoz sigue estando entre los principales personajes del reino, pues en esta donación al igual que la del año 950 de Ramiro II, Diego Muñoz ocupa el segundo puesto entre los confirmantes después de Fernán González.
Diego Muñoz murió en torno al año 951, fecha de su última aparición documental, puesto que en el año 952, su hijo Munio Díaz confirma una donación del rey Ordoño III. Este hecho evidencia la total ausencia de su padre Diego Muñoz, que había desaparecido de la documentación un año antes. Munio Díaz debió fallecer sobre estas fechas, ya que no vuelve a aparecer en la documentación. Para el medievalista Gonzalo Martínez Díez el Munio Díaz que confirma la donación de Ordoño III no sería el hijo de Diego Muñoz, pues aduce que Munio Díaz desaparece de la documentación después de la fundación del monasterio de San Román, lo que sería indicio de su muerte en edad juvenil.
Su hermano Gómez Muñoz debió suceder a Diego al frente del condado, pues en dos escrituras sin tachas de falsedad del año 960 provenientes de Sahagún, aparece en la documentación con la dignidad condal (Gomez Monniz comes), confirmando en lugar destacado entre los testigos laicos, por detrás del conde Fernando Ansúrez de Monzón. Una prueba de que fue Gómez Muñoz quien sucedió a su hermano al frente del condado y no su sobrino Gómez Díaz, está en los documentos del año 960, donde Gómez Muñoz confirma en lugar destacado con la dignidad condal y donde también aparece Gómez Díaz entre los últimos confirmantes de la misma columna sin la dignidad condal, evidenciando así la autoridad de su tío Gómez Muñoz.
Los restos de Diego Muñoz debieron descansar en el monasterio de San Román de Entrepeñas, pues en el siglo XVI cuando el monasterio aún estaba en pie. Fray Antonio de Yepes en su obra Crónica general de la Orden de San Benito cuenta como la iglesia estaba llena de sepulcros de personajes importantes.

## Dominio Territorial

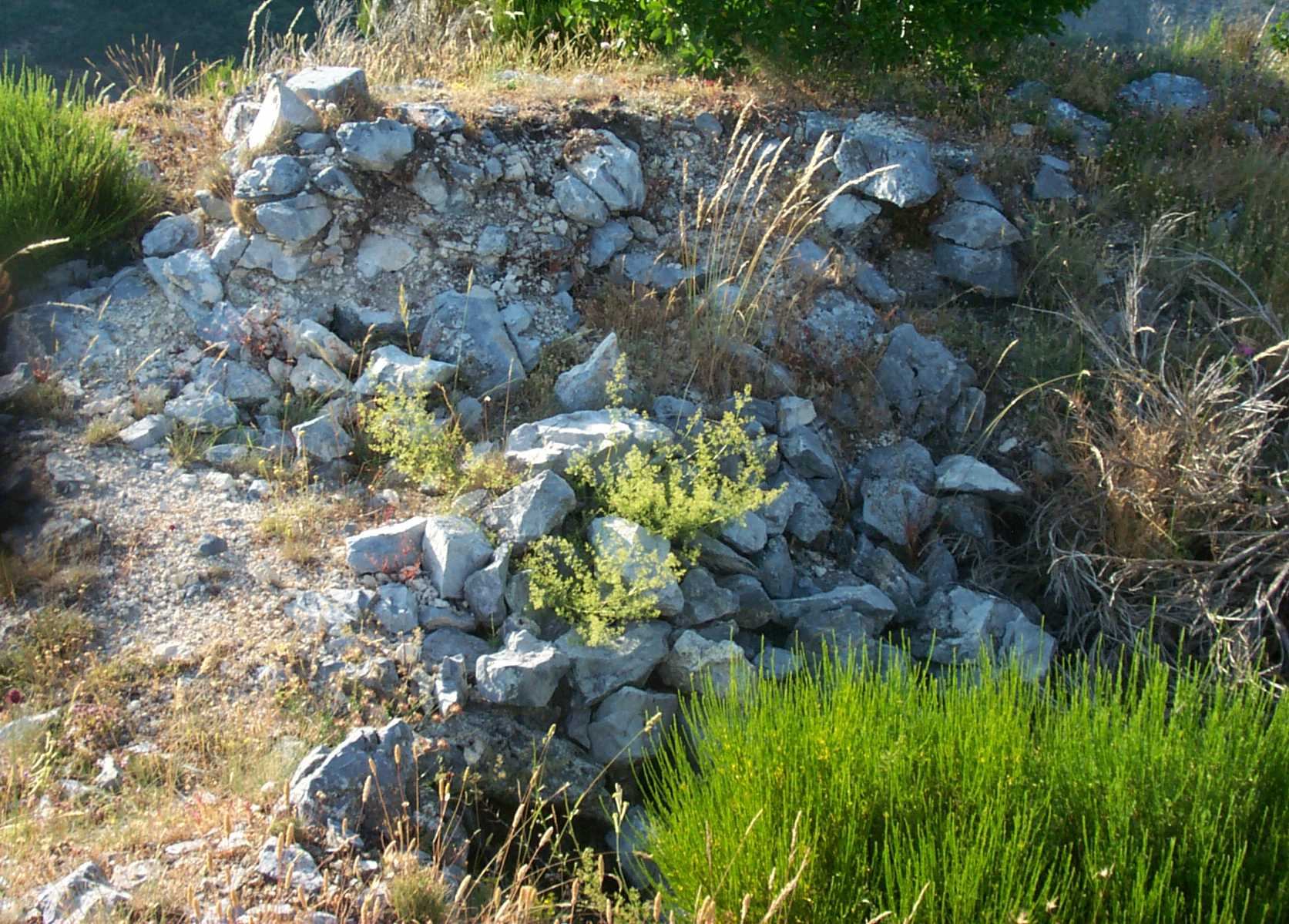
Restos del castillo de San Román de Entrepeñas, en su día fue un importante bastión de Diego Muñoz

El Condado de Saldaña de Diego Muñoz limitaba al norte con el Condado de Liébana, al oeste con el Condado de Cea y al oriente con el Condado de Monzón. Su única vía de expansión era el sur, aunque en años posteriores los descendientes de Diego dominarán toda la Liébana y diversos territorios del Condado de Cea. Los límites del condado coincidirían en líneas generales con las merindades de Saldaña y Carrión que nos son conocidos a través del Becerro de las Behetrías.
Los dominios de Diego se articulaban en torno al río Carrión siendo sus principales posesiones: San Román de Entrepeñas (en la cabecera del río Valdavia), Saldaña y Carrión de los Condes, llamada Santa María de Carrión en la época.
En el norte del condado el principal feudo era el castillo de San Román de Entrepeñas, que cubría las estribaciones meridionales de la Sierra del Brezo y de la Peña Redonda, en descenso a las tierras llanas de los ríos Valdavia y Carrión. Desde Guardo hasta Cantoral de la Peña, la comarca de la Peña era gobernada desde el castillo de San Román de Entrepeñas, que debió de ser un auténtico nido de águilas desde donde se dominaba toda la región. En el documento fundacional del Monasterio de San Román (940) ya se habla del camino que conduce al castillo de San Román: de parte occidentis strata que discurrit ad castellum. Este castillo al igual que el monasterio familiar de San Román de Entrepeñas, siempre estuvo en posesión de los Beni Gómez, desde Diego Muñoz hasta Fernando Pérez, hijo del señor de Valladolid, Pedro Ansúrez.
El centro político y capital del condado de Saldaña se encontraba en la ciudad de este mismo nombre, protegida por un castillo de origen romano, el Castrum Saldanie que aparece en el diploma del año 950 donde el propio Diego Muñoz confirma como "comes Saldanie". Al norte de Saldaña, a poca distancia de la misma, se encontraba junto al río Carrión el Monasterio de Valcavado, con su conocido scriptorium.
Carrión de los Condes sería la principal posesión del condado en el sur, aunque no hay constancia de ello, el dominio de Diego Muñoz en Carrión se entreve por el dominio que tuvieron sus descendientes en esta villa, que en años posteriores pasó a ser capital de los estados Beni Gómez. En el documento del año 915 donde aparece heredado el padre de Diego, Munio Gómez, se cita el camino que conduce a Carrión: carrera que discurrit de Carrione.
En lo eclesiástico, al contrario que otros territorios del reino que tenían obispados propios como Álava, Astorga, Castilla o Monzón, los territorios de Diego Muñoz dependían del prelado de León.

## Nupcias y descendientes
Contrajo matrimonio con Tegridia, cuyos orígenes son desconocidos. El historiador Justo Pérez de Urbel atribuía un origen castellano a Tegridia debido a la estrecha relación existente entre los condes de Castilla y Saldaña, por lo que pensaba que Diego Muñoz estaba probablemente emparentado con Fernán González por medio de su mujer Tegridia, puntualizaba además que Tegridia era un nombre poco frecuente que solo se encontraba en el linaje de los condes de Castilla. Existe una única Tegridia en la casa de los condes de Castilla, la hija del conde Sancho García y Urraca, Tegridia Sánchez. Para el genealogista Jaime de Salazar y Acha el nombre de esta Tegridia hasta ahora nuevo en la dinastía de los condes de Castilla se introdujo en la familia condal castellana proveniente de la casa de Saldaña, por lo que el nombre de Tegridia le viene del linaje de su madre Urraca, que sería nieta de Tegridia y Diego Muñoz.
Con Tegridia tuvo los siguientes hijos:
- Munio Díaz,[24] primogénito, probablemente murió durante las guerras civiles entre Ordoño IV y Sancho I.
- Gómez Díaz, conde de Saldaña y Liébana, casado con Muniadona Fernández, hija del conde de Castilla, Fernán González.[24]
- Elvira Díaz, casada con el conde de Cea, Fernando Bermúdez,[25] hijo de Bermudo Núñez.
- Osorio Díaz, casado con Sancha Sánchez hija del conde Sancho Muñiz.[24]
- Fernando Díaz, casado con Mansuara Fáfilaz hija del conde Fáfila Oláliz, hacendado en Tierra de Campos.[26]
- Gontroda Díaz, casada con Ablavel Godestéiz.[26]

Algunos autores añaden:
- Alfonso Díaz, casado con María Mirélliz.

El entronque de Alfonso Díaz (progenitor de la familia Alfonso) con Diego Muñoz, en su día ya fue sugerido por Alfonso Sánchez Candeira. Posteriormente la doctora María del Carmen Carlé también sugería la posibilidad de que Diego Muñoz fuera el padre de Alfonso Díaz, siendo secundada en varios trabajos de Margarita Torres. Estos autores se basan en varios indicios: como que los hijos de Alfonso durante un periodo corto de tiempo aparezcan al frente de posesiones típicamente Banu Gómez como Saldaña; el supuesto común origen lebaniego (hoy en día desechado); la repetición de nombres de pila característicos de los Banu Gómez; la presencia de Alfonso en documentos de los Banu Gómez y viceversa; y el patronímico Díaz, de Alfonso, son los indicios que hacen pensar en la paternidad de Diego Muñoz sobre este personaje. El avezado investigador de la familia Alfonso, Pascual Martínez Sopena, si bien al principio se inclinaba por Diego Muñoz como supuesto padre de Alfonso, considera que desechados los orígenes lebaniegos de Diego Muñoz no se puede establecer tal filiación, coincide también en esto Julia Montenegro Valentín. La última aparición documental de Alfonso es del año 1024, por lo que de ser hijo de Diego, como mínimo debió superar los 73 años de edad, cosa bastante improbable dada la baja esperanza de vida en la época.

### Política matrimonial

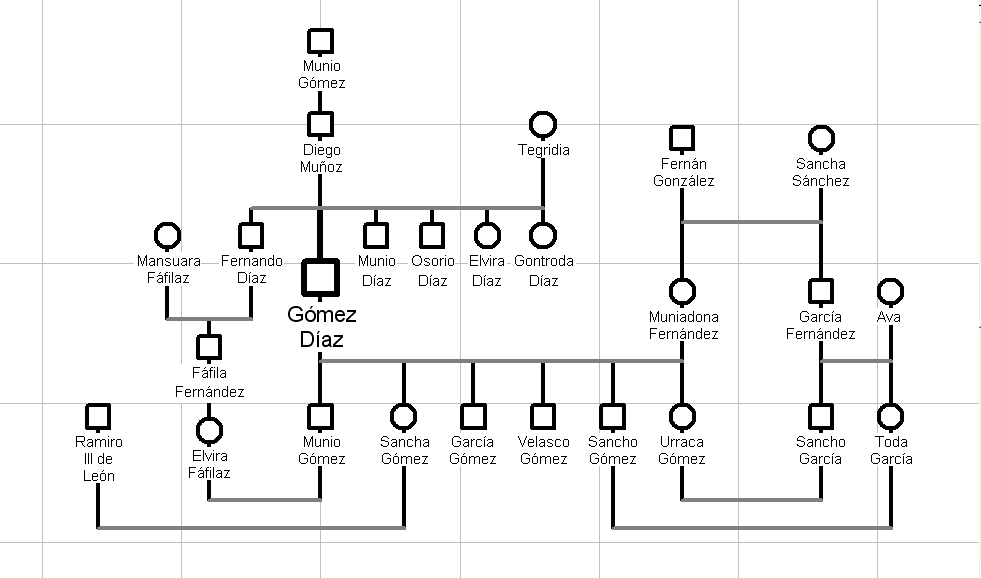
Orígenes familiares de Gómez Díaz y uniones matrimoniales de sus descendientes.

Es de reseñar la política matrimonial seguida por Diego Muñoz, que busca una red de alianzas con las principales familias condales del reino para así aumentar y consolidar el patrimonio familiar. 
Es por ello por lo que emparenta a su hijo Gómez con Muniadona de la poderosa familia condal castellana, garantizando así la alianza de ambas casas. A su hijo Osorio con Sancha, hija de Sancho Muñiz y de Ildonza Fróilaz, cuyo linaje por vía materna era uno de los más antiguos de Galicia y más poderosos. Esta unión favorecería bastante a la casa de Saldaña, ya que en las rebeliones del belicoso nieto de Diego Muñoz, García Gómez, parte de la nobleza gallega representada por Osorio apoyaría a García.
Otro enlace que benefició a la familia de Diego Muñoz fue el de su hija Elvira con Fernando Bermúdez de la familia condal de Cea y futuro cabecilla de la misma. Este Condado de Cea limítrofe con el de Saldaña estaba en poder de Bermudo Núñez magnate de origen real que sería un fiel aliado de Ramiro II, esta unión favorecería las relaciones entre las dos familias condales vecinas. 
Por último hay que señalar el matrimonio entre su hijo Fernando y Mansuara Fáfilaz hija de Fafila Oláliz, magnate hacendado en Tierra de Campos. Este matrimonio supuso para los Beni Gómez un aumento en sus posesiones en la zona. De Fernando y Mansuara parte la rama secundaria de los Beni Gómez, que tras la desaparición de la rama principal (los descendientes de Gómez Díaz), recogerán el poder familiar siendo Pedro Ansúrez el último gran miembro de la casa.
| Predecesor: No tuvo | Conde de Saldaña | Sucesor: Gómez Muñoz |